# Šljivansko, Žabljak
Šljivansko este un sat din comuna Žabljak, Muntenegru. Conform datelor de la recensământul din 2003, localitatea are 31 de locuitori (la recensământul din 1991 erau 73 de locuitori).

## Demografie
În satul Šljivansko locuiesc 30 de persoane adulte, iar vârsta medie a populației este de 60,7 de ani (55,4 la bărbați și 65,0 la femei). În localitate sunt 16 gospodării, iar numărul mediu de membri în gospodărie este de 1,94.
Această localitate este populată majoritar de sârbi (conform recensământului din 2003).
|  |

| Demografie | Demografie | Demografie |
| An         | Locuitori  | Locuitori  |
| ---------- | ---------- | ---------- |
|            |            |            |
|            |            |            |
|            |            |            |
|            |            |            |
| 1948       | 243        |            |
| 1953       | 268        |            |
| 1961       | 262        |            |
| 1971       | 224        |            |
| 1981       | 156        |            |
| 1991       | 73         | 73         |
| 2003       | 31         | 31         |

| \| Componența etnică conform recensământului din 2003[2] \| Componența etnică conform recensământului din 2003[2] \| Componența etnică conform recensământului din 2003[2] \| Componența etnică conform recensământului din 2003[2] \| Componența etnică conform recensământului din 2003[2] \| \| ----------------------------------------------------- \| ----------------------------------------------------- \| ----------------------------------------------------- \| ----------------------------------------------------- \| ----------------------------------------------------- \| \| \| \| \| \| \| \| Sârbi \| Sârbi \| \| 23 \| 74,19% \| \| Muntenegreni \| Muntenegreni \| \| 7 \| 22,58% \| \| necunoscută \| necunoscută \| \| 0 \| 0% \| |              |  |    |        |
| Componența etnică conform recensământului din 2003 |              |  |    |        |
| |              |  |    |        |
| Sârbi | Sârbi        |  | 23 | 74,19% |
| Muntenegreni | Muntenegreni |  | 7  | 22,58% |
| necunoscută | necunoscută  |  | 0  | 0%     |